# Rogelio
Rogelio (masc.) o Rogelia (fem.) es un antropónimo propio del español, que proviene de las palabras germanas hrod (fama) y ger (lanza), por lo que su significado vendría a ser «famoso con la lanza». La forma más habitual del nombre en castellano contemporáneo, Rogelio, es una de las variaciones del nombre Rogerio que a su vez deriva del latín Rogerius, a través del castellano antiguo Roxerio, muy habitual en la Edad Media.
Algunas personas célebres llamadas Rogelio:
- Rogelio Antonio Domínguez, futbolista argentino;
- Rogelio Araya, político argentino;
- Rogelio Barriga Rivas, escritor mexicano;
- Rogelio Baón, político español;
- Rogelio Díaz Castillo, compositor y académico cubano;
- Rogelio Conesa, productor y guitarrista español;
- Rogelio Polesello, escultor argentino;
- Rogelio Salmona, Arquitecto Colombo-francés;
- Rogelio Sosa Ramírez, exfutbolista español.

Algunas personas célebres llamadas Rogelia:
- Rogelia Cruz Martínez, activista guatemalteca;
- Rogelia León, escritora del romanticismo español;
- Rogelia González Luis, maestra mexicana y defensora de los derechos de las mujeres;
- Rogelia Carrillo, maestra y escritora ecuatoriana;
- Rogelia 'Canelita' Medina, cantante venezolana.

## Santos y Beatos
- San Rogelio, festividad el 16 de septiembre;
- San Rogelio (monje), festividad: 22 de noviembre;
- San Rogelio de Cannas, festividad: 30 de diciembre;
- Beato Rogelio de Todi, festividad: 5 de enero;
- Beato Rogelio Cadwalador, festividad: 27 de agosto.

## Rogelio en otros idiomas
- Alemán: Rüdiger, Rutger, Ruetger, Rugal, Ruotger, Routger, Rotger o Rötger.
- Catalán: Roger
- Francés: Roger
- Galés: Rosser, Rozier
- Gallego: Roxerio, Roxelio
- Griego: Ρογήρος - Rogéros
- Húngaro: Rezső
- Inglés: Roger
- Islandés: Hróar, Hróðgeir
- Italiano: Ruggero, Roggero, Ruggeri, Ruggiero, Rugiero.
- Latín: Rogerius
- Neerlandés: Rogier o Rutger.
- Noruego: Roar
- Polaco: Roger
- Portugués: Rogério
- Sueco: Roar, Roger, Rutger

## Véase también

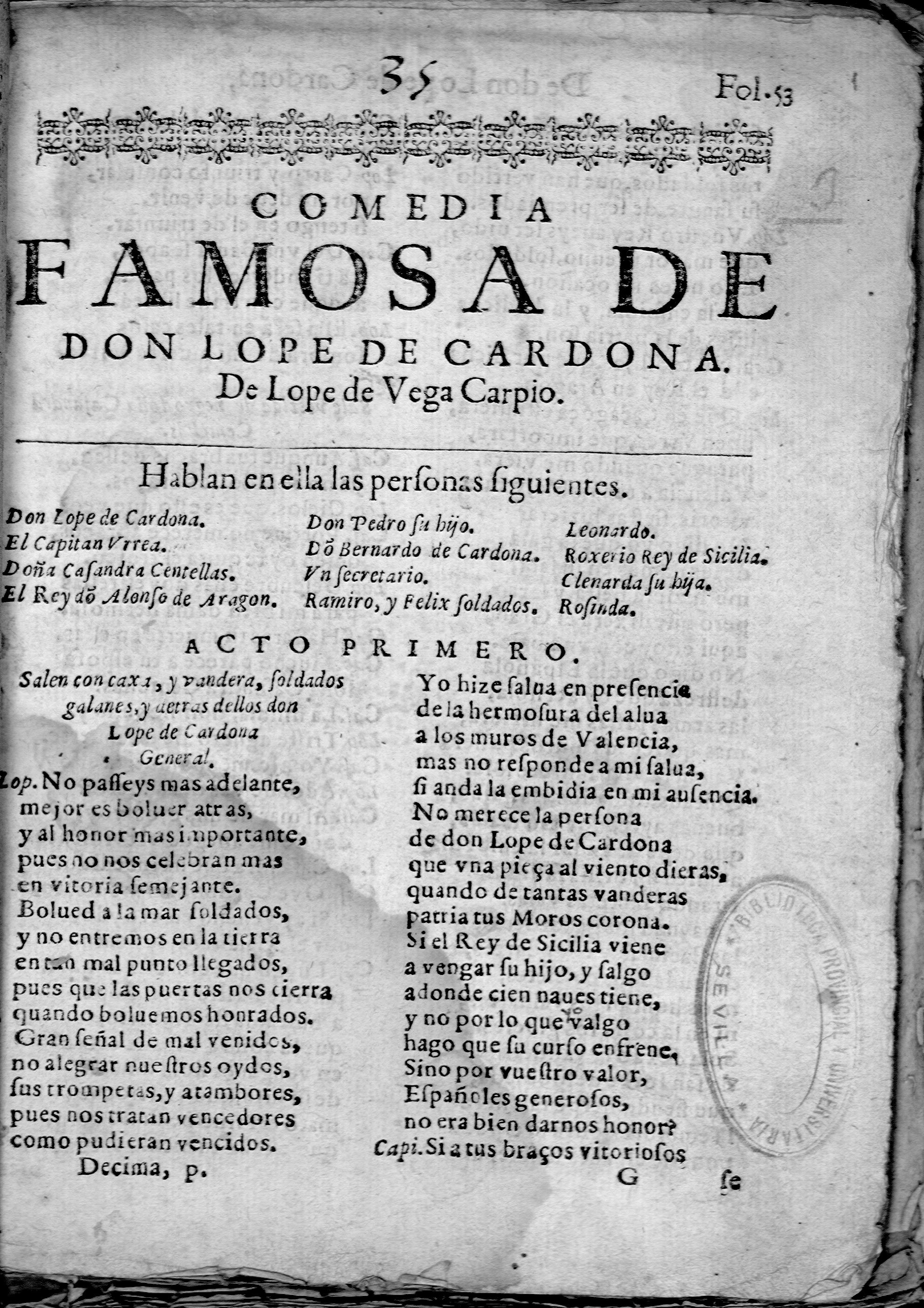
Comedia Famosa de don López de Cardona, by Félix Lope de Vega y Carpio